# Merániai Berthold
Merániai Berthold Andechs grófja, aki 13. században II. András uralkodásának idejében 1206 és 1218 között kalocsai érsek, 1209 és 1212 között horvát, dalmát és szlavón bán, 1212 és 1213 között erdélyi vajda, 1213-ban bácsi és bodrogi ispán, majd 1218 és 1251 között aquileai pátriárka volt.

## Családja
A bajor IV. Berthold andechsi gróf, 1182 körül született kisebbik fia volt. Apját 1183-ban Barbarossa Frigyes császár Meránia hercegévé emelte. Anyja Rochlitz Ágnes, a szász Wettin-dinasztia tagja volt. Testvérei között volt I. Ottó merániai herceg, Merániai Ágnes francia királyné, Gertrúd magyar királyné és Sziléziai Hedvig.

## Élete
Berthold az egyházi pályát választotta. 1203-ban prépost lett a bambergi érsekség székeskáptalanjában. Később nővérét, Gertrudot követte a magyar királyi udvarba. II. András király 1206-ban sógorát választotta meg Kalocsa érsekévé. III. Ince pápa azonban a kinevezést csak a király kifejezett kérésére ismerte el. Berthold 1212-ben önkényesen elhagyva székhelyét teológiai tanulmányokra jelentkezett a Vicenzai egyházmegyében. Viselkedésén a pápa is megütközött és visszaparancsolta székvárosába. Ennek ellenére András király Horvátország, Dalmácia és Szlavónia bánjává, sőt 1212-ben erdélyi vajdává és a király helyettesévé is megtette. A nővére ösztönzésére történt indokolatlan előnyben részesítése azonban ellene fordította a magyar főurakat. 1213. szeptember 28-án, amikor a király Halics felé vezetett hadjáratot, az összeesküvők behatoltak a Pilisben vadászaton levő királyné táborába, és meggyilkolták Getrudot és több hívét, míg Berthold VI. Lipót osztrák herceggel együtt alig menekült meg a mészárlásból.
1218. február 10-én III. Honoriusz pápa Bertholdot aquileiai pátriárkává nevezte ki. A róla szóló legenda szerint, amikor elérte az aquileiai bazilikát, hogy birtokba vegye, a bejárat közelében megbotlott és elesett. Ekkor a pápa felkiáltott: „Itt fogsz pihenni az örökkévalóságig". Valóban, a sírja pontosan azon a helyen található, ahol elesett. Patrirchátusa idején több sikeres hadjáratot vezetett hatalma megszilárdítása érdekében a Görzi grófság, Treviso és a lázongó Isztria ellen. Kiterjesztette székvárosának, Cividalénak fallal körülvett területét. 1238-ban miután egy földrengés elpusztította palotáját, Berthold az egyházmegye központját áthelyezte Cividaléből Udinébe, ahol az új székesegyház felépítéséről rendelkezett. Udinét, mely akkor jelentéktelen település volt alig 1200 lakossal, ő emelte városi rangra. A városnak vásártartási jogot adott.
II. Frigyes német-római császár hűséges támogatójaként biztosította pozícióját a Lombard Liga olasz városai ellen. Részt vett a császár 1233-as itáliai hadjáratában. A császár és IX. Gergely pápa közötti heves konfliktusban azonban hűsége 1239-ben pápai kiközösítést eredményezett, amelyet két évvel később IV. Béla magyar király közbenjárására visszavontak. 1242-ben II. Frigyessel folytatott tárgyalásokat a magyarok megsegítéséről a tatárokkal szemben.  Későbbi éveiben Berthold sikertelenül próbált döntőbíró lenni a császár és a pápa között. 1245-től különféle adókedvezményeket is nyújtott a friuli nemességnek. 1251-ben Berthold halálával kihalt az andechsi grófi dinasztia, egyben ő volt az utolsó német az aquileiai pátriárkák hosszú sorában. Utóda, Gregorio di Montelongo a pápaság oldalán álló guelf koalíció vezetője volt II. Frigyes császárral szemben.